# Hans Hartz (Fotograf)
Hans Hartz (* 4. Juli 1902 in Kiel; † 1. März 1971 in Hamburg) war ein deutscher Berufsfotograf.

## Leben
Hartz lernte zunächst Elektrotechnik und absolvierte von 1924 bis 1926 die Höhere Schiffs- und Maschinenbauschule Kiel mit dem Abschluss als Diplom-Ingenieur. Den Beruf übte er jedoch nicht aus, sondern gründete in Kiel 1926 mit Max Tams die Bromographische Anstalt Tams & Hartz.
1927 heiratete er seine Frau Frieda und zog mit ihr 1928 nach Hamburg. Im gleichen Jahr eröffnete er dort mit dem Verleger Hans Andres einen Bildverlag und Ansichtskartenvertrieb. 1929 brachte seine Frau die Zwillinge Inge und Ursel zur Welt. Einige Zeit arbeitete er als Bordfotograf auf Passagierschiffen, wobei er neben den Sehenswürdigkeiten der Reiseziele auch das Bordleben als Motiv wählte. Später spezialisierte er sich auf Stadtansichten und Landschaftsaufnahmen, die er als Ansichtskarten vorwiegend an Reisende verkaufte, was ihm den Spitznamen „Mister Postcard“ eintrug.
Er fotografierte auf Platten im Format 13 cm × 18 cm, die Ansichtskarten wurden im Bromsilberdruck-Verfahren gedruckt. Der Mittelpunkt seiner Tätigkeit war sein Heimatort Hamburg, er bereiste jedoch auch den Rest Deutschlands, wobei er touristische Motive im jahreszeitlichen Wechsel aufnahm. 1956 gründete er in Hamburg einen Color-Dia-Verlag und war noch bis 1968 als Verleger aktiv. Nach seinem Tod 1971 führten seine Ehefrau und seine Tochter Ursel das Unternehmen weiter, bis es 1994 aufgelöst wurde.
Das Fotoarchiv ging an die Staatliche Landesbildstelle Hamburg, ein Teil davon wurde an das Deutsche Historische Museum weiterverkauft. Auch das Stadtarchiv Kiel hat Fotografien von Hans Hartz.